# Juan Giralte

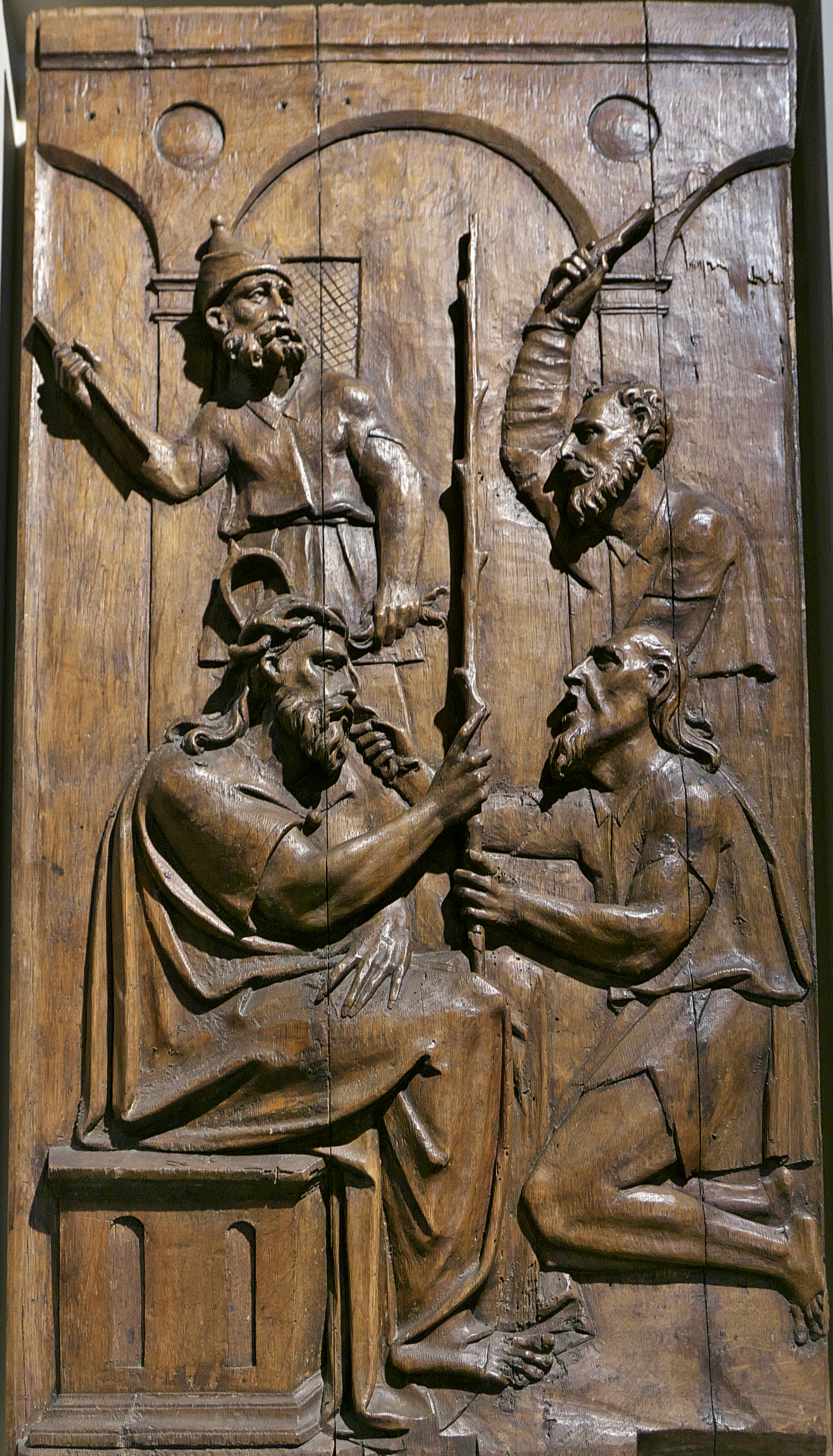

Juan Giralte est un sculpteur flamand actif à Séville entre 1560 et 1574.

## Biographie
La vie de Juan Giralte n'est documentée que pour son activité de sculpteur à Séville. C'est un des grands sculpteurs flamands installés en Espagne dans la seconde moitié du XVIe siècle dans le style maniériste, précurseur du baroque. Il a été maître charpentier et sculpteur (entallador) de retable.
La veuve de Roque Balduque confie à Juan Giralte l'achèvement des œuvres laissées inachevée par la mort de son mari, en février 1561.
En 1562 il a réalisé deux des quinze statues que contient le Tenebrario ou candélabre de l'office des Ténèbres de la cathédrale de Séville. Ce mobiler religieux avait été conçu par Bartolomé Morel. Ce marché avait été passé à Juan Giralte et Juan Bautista Vázquez le Vieux.
Le 26 septembre 1562, Juan Giralte contracte pour la réalisation du retable de la Rédemption pour l'église de Santa Catalina de Aracena.
Le 2 janvier 1565, il signe avec Gonzalo de León, représentant la confrérie de la Colonne et de la Flagellation (Hermandad de la Columna y Azotes) se charge de réaliser une statue représentant le Christ à la colonne en ronde-bosse. La statue a une hauteur de 1,75 m de haut, en bois de cèdre polychrome, représentant le Christ lié à la colonne pour subir sa peine de flagellation. Le contrat a été signé le 12 novembre 1566.
On connaît des œuvres, aujourd'hui disparues, comme un retable de l'Immaculée Conception pour Pedro de Morga, receveur du Saint Office et le Crucifix pour le retable du maître-autel de l'église paroissiale de San Vicente finalisé le 8 novembre 1561.
En septembre 1571, Pedro Gutiérrez sous-contracte à Juan Giralte la réalisation dans un délai de deux mois de la sculpture de deux paires de portes et de fenêtres de la salle capitulaire haute de la cathédrale de Séville.
Il apparaît le 19 juillet 1574 quand le sculpteur flamand Enrique Suiste de met d'accord pour terminer le retable de l'église de San Martín de Bollullos de la Mitación car Juan de Giralte est malade. Il n'a probablement pas survécu à cette maladie.